# Nový Kramolín
Nový Kramolín là một làng thuộc huyện Domažlice, vùng Plzeňský, Cộng hòa Séc.